# Lokale Registrierungsstelle
Eine Lokale Registrierungsstelle (engl.:  local registration authority, kurz LRA) ist ein Teil der Infrastruktur einer Public-Key-Infrastruktur (PKI).
Die LRA stellt die Verbindung zwischen dem Nutzer und der Zentralen Registrierungsstelle dar. In der LRA werden die Anträge für persönliche, funktionelle/organisatorische oder technische Zertifikate gestellt.
Allgemein wird oft nur von einer Registrierungsstelle gesprochen.